# Wolfsgefärth
Wolfsgefärth ist ein Ortsteil von Zedlitz im Landkreis Greiz in Thüringen.

## Lage
Wolfsgefärth liegt in der Elsteraue nördlich von Wünschendorf gegenüber dem Meilitzer Elsterknie. Die Bundesstraße 92 und die Bahnstrecke von Gera nach Saalfeld und Weida und weiterführend mit fahrplanmäßigem Halt in Wolfsgefärth. Südwestlich verläuft die Kreisstraße 125 von Wolfsgefärth nach Sirbis, Zedlitz und Seifersdorf zur Bundesstraße 2 von Gera nach Schleiz.

## Geschichte
Am 4. Oktober 1209 wurde der Ort erstmals urkundlich erwähnt. 400 Einwohner besitzt der Ortsteil 2012.

## Verkehr
Wolfsgefärth hat einen Bahnhaltepunkt an der Bahnstrecke Leipzig–Probstzella.